# Janvier 1972

## Évènements
- 3 janvier, France : apparition via le décret N° 72-1[1] du principe de travail intérimaire.

- 7 janvier : 
  - Le Canada et l'Iran concluent un accord de coopération nucléaire, dont l'entrée en vigueur est prévue le 10 avril 1973.
  - France :le gouvernement promulgue le décret N° 72-9 relatif à l'enrichissement de la langue française, prévoyant la création de commissions ministérielles de terminologie pour l'enrichissement du vocabulaire français;
  - France : le « Comité National » constitué pour édifier un monument à la mémoire du général de Gaulle († le 9 novembre 1970) présente à la presse la maquette du mémorial de Colombey. Il s'agit de construire, à Colombey-les-Deux-Églises, une grande croix de Lorraine, symbole de la France libre, sur le lieu le plus élevé de la commune. Le monument, construit en quelques mois, a été inauguré par le président de la République Georges Pompidou le 18 juin 1972, jour du 32e anniversaire du célèbre Appel à la Résistance, lancé sur les ondes de la BBC par le général.

- 11 janvier, France : publication du programme de gouvernement du PS.

- 13 janvier : coup d’État militaire au Ghana.

- 14 janvier : début du règne de Margrethe II, reine de Danemark.

- 19 janvier :
  - France : publication de la feuille d'impôt de Jacques Chaban-Delmas par le Canard enchaîné.
  - Création de l’EGP (Ejército Guerrillero de los Pobres) au Guatemala, mouvement révolutionnaire dirigé par Ricardo Ramírez (Rolando Morán).

- 22 janvier : élargissement de la CEE : Royaume-Uni, Irlande, Danemark. La Norvège, prévue également, renoncera à son adhésion à la suite d'un référendum.

- 23 janvier, (Formule 1) : Grand Prix automobile d'Argentine.

- 27 janvier : profitant de la visite d’une centaine de missions diplomatiques, les Aborigènes d'Australie installent une tente-ambassade sur les pelouses de l’ancien Parlement, à Canberra[2].

- 30 janvier : le président de Madagascar Philibert Tsiranana, obtient 99 % des suffrages lors d'élections anticipées. Bloody Sunday (1972) en Irlande du Nord : 13 manifestants irlandais sont abattus par l'armée britannique

- 31 janvier : début du règne de Birendra Bir Bikram Shah Dev, roi du Népal. Il gouverne d’abord de manière très autoritaire, tentant d’enrayer le mouvement de réformes mené par le Premier ministre Bishweshwar Prasad Koirala.

## Naissances
- 1er janvier : Lilian Thuram, footballeur international français.
- 3 janvier : Drake Berehowsky, joueur de hockey.
- 6 janvier : Éric Tibusch, styliste français.
- 6 janvier : Christelle Charrieau, artiste française.
- 9 janvier : 
  - Ronald Guintrange, animateur de télévision et journaliste français.
  - Rachid Nekkaz, homme d'affaires et homme politique algérien.
- 12 janvier : Priyanka Gandhi, femme politique indienne, membre de la famille de Jawaharlal Nehru, Indira Gandhi et Sonia Gandhi.
- 20 janvier : 
  - Anatole de Bodinat, acteur français.
  - Nikki Haley, ambassadrice américaine auprès des Nations unies de 2017 à 2018.
- 23 janvier : 
  - Léa Drucker, actrice française
  - Bouchra Rejani, dirigeante d'entreprise française.
- 25 janvier : Sînziana Popescu, auteure et dramaturge Roumaine.
- 28 janvier : Amy Coney Barrett, juge américaine.
- 29 janvier : 
  - Nicolas Le Riche, danseur étoile à l'Opéra de Paris.
  - Shaun Majumder, acteur et scénariste canadien.
- 30 janvier : Mike Johnson, homme politique américain.

## Décès
- 1er janvier : Maurice Chevalier, acteur et chanteur français (° 12 septembre 1888).
- 3 janvier : Frans Masereel, graveur et peintre belge (° 30 juillet 1889).
- 14 janvier : Frédéric IX, roi de Danemark (° 11 mars 1899).
- 27 janvier : Mahalia Jackson, chanteuse américaine.
- 28 janvier : Dino Buzzati, écrivain et peintre italien, journaliste au Corriere della Sera, dessinateur, nouvelliste, poète et dramaturge (°16 octobre 1906).
- 30 janvier : Sisowath Vatchayavong, premier ministre cambodgien (° 13 septembre 1891).